# Hannasville
 (août 2025).
Hannasville est une census-designated place située dans le comté de Venango, dans l’État de Pennsylvanie, aux États-Unis. Lors du recensement de 2020, elle compte 159 habitants.